# Хід сардин
Хід сардин, біг сардин (англ. sardine run) — природне явище, що спостерігається з кінця травня по кінець липня біля південно-східного берега ПАР, коли величезні косяки сардин (точніше південноафриканська сардина Sardinops sagax) нерестяться у прохолодних водах поблизу Голкового мису, пливуть на північ уздовж берегів Східної Капської провінції і провінції Квазулу-Натал і після Дурбана йдуть в океан. Подія популярна у любителів занурення з аквалангом і снорклінгу.
Мільйони риб починають хід разом з рухом холодних водних мас на північ від Голкового мису до берегів Мозамбіка і потім на схід в Індійський океан. За оцінками, біомаса ходу сардин може порівнятися з великою міграцією гну у Східній Африці.
Про природу феномену відомо мало. Передбачається, що для початку міграції температура води повинна опуститися нижче 21 °C. І якщо цього не відбувається, то холодолюбиві сардини залишаються у прохолодних південних водах, як це сталося у 2003 році.
Розміри косяків складають понад 7 км у довжину, 1,5 км завширшки і 30 м в глибину, через що за процесом можна спостерігати як з літака, так і з берега. Величезна кількість мігруючих сардин дозволяє хижим рибам уволю насититися. За наявності небезпеки сардини збиваються в косяк. Це інстинктивна поведінка, оскільки самостійно бути з'їденим ймовірніше, ніж у зграї. Сардини тримаються в таких клубках (англ. bait-ball), діаметр яких складає 10-20 м, близько 10 хвилин.
Дельфіни (звичайні і  афаліни), число яких оцінюється у 18 тисяч, використовують таку поведінку сардин. Вони відтискають від основного косяка групу сардин, що збилася в кулю, і піднімають її ближче до поверхні, де з'їдають їх. Можливістю ситно поїсти також користуються капський морський котик, акули (темна, чорнопіра, сіра, молотоголові, акула-бик, біла акула), інші хижі риби і навіть кити (полосатик Брайда). Серед птахів — олуші, баклани, крячкові і чайки.

## Ресурси Інтернету
- The great sardine run: dolphins, sharks, whales and birds competing underwater for fish. telegraph.co.uk. Архів оригіналу за 14 квітня 2012. Процитовано 8 січня 2010.
- Sardine run [Архівовано 3 липня 2017 у Wayback Machine.]
- Sardine Run Coverage Photos, News and Information on the Sardine Run
- Sardine run- The Greatest Shoal on Earth.
- Sardine Run [Архівовано 20 лютого 2020 у Wayback Machine.] — Official Sardine Festival website managed by South Coast Tourism
- Sardine Run — The Great Underwater Migration [Архівовано 22 липня 2009 у Wayback Machine.], About.com. Retrieved 1 June 2009.